# L'Envol (statue)
Pour les articles homonymes, voir Envol.
L'Envol est une statue de bronze représentant le chanteur belge Jacques Brel, sculpté par l’artiste Tom Frantzen. Elle fut inaugurée sur la place de la Vieille Halle aux Blés à Bruxelles le 11 octobre 2017.

## Statue

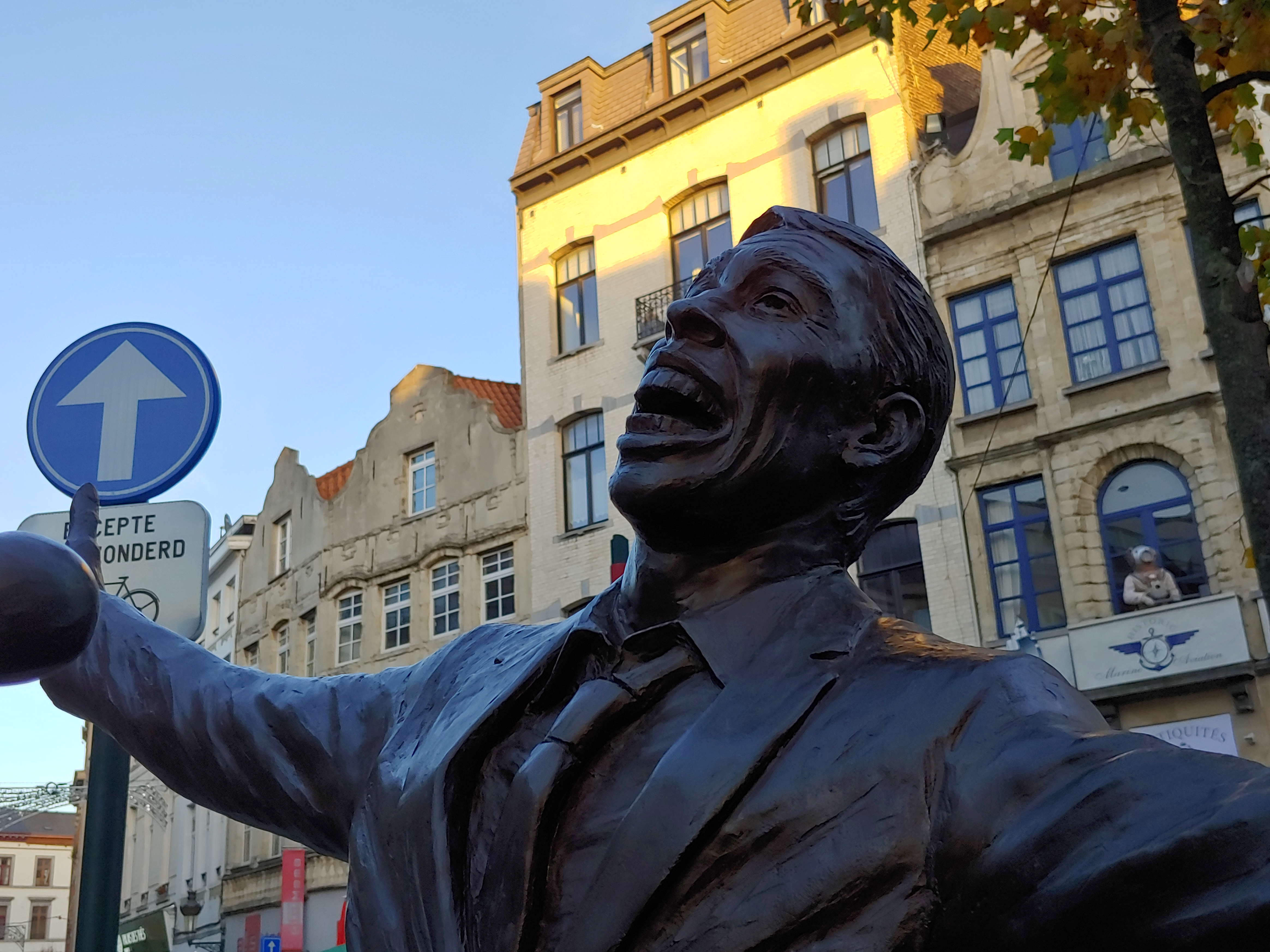

Cette statue de bronze est intitulée L’Envol. Elle représente le chanteur Jacques Brel, avec ses immenses bras de timide, ouverts vers la foule. Une attitude qu’il aimait avoir sur scène.

## Histoire
Cette initiative en mémoire du chanteur belge est née de la demande de l'association des commerçants de la Vieille Halle aux Blés.
La statue fut inaugurée le 11 octobre 2017 par Marion Lemesre, échevine des affaires économiques de Bruxelles, et Jean-Pierre Malherbe, président de l’association des commerçants de la place de la Vieille Halle aux Blés . Elle prend place à quelques pas de la Fondation Brel.